# Ворм, Оле
Оле Ворм (дат. Ole Worm; 13 мая 1588 — 31 августа 1654) — датский медик, коллекционер, натуралист.
Родился в городе Орхус, обучался в Марбургском университете (1605), получил степень доктора медицины в Базельском университете (1611) и степень магистра гуманитарных наук в Копенгагенском университете (1617). В дальнейшем оставался в Копенгагене, преподавал латынь, греческий, физику и медицину.
В медицине основные работы посвящены эмбриологии.
В литературе Ворм известен несколькими трактатами, посвящёнными скандинавским рунам. Исследовал каменные гробницы и курганы железного и бронзового веков в Мекленбурге, опираясь в основном на работы археолога Николаса Маршалка. Как натуралист прославился большой коллекцией всяких диковин, от чучел животных до различных древностей из Нового Света. Гравюры экспонатов коллекции, снабжённые их описаниями, составили целый труд «Museum Wormianum», который был опубликован уже после смерти Ворма, в 1655 году.
В спелеологии известен как автор терминов сталактит и сталагмит, впервые в литературе упомянутых в «Museum Wormianum».